# Mometa zemiodes
Mometa zemiodes is een vlinder uit de familie tastermotten (Gelechiidae). De wetenschappelijke naam van deze soort is voor het eerst geldig gepubliceerd in 1914 door Durrant.
De soort komt voor in tropisch Afrika.